# Sarreguemines
Sarreguemines (tedesco: Saargemünd) è un comune francese di 22 540 abitanti situato nel dipartimento della Mosella nella regione del Grand Est. 
I suoi abitanti si chiamano  Sarregueminois.
Sarreguemines si trova nei pressi della frontiera tedesca.

## Società

### Evoluzione demografica
Abitanti censiti